# Juana de la Encarnación

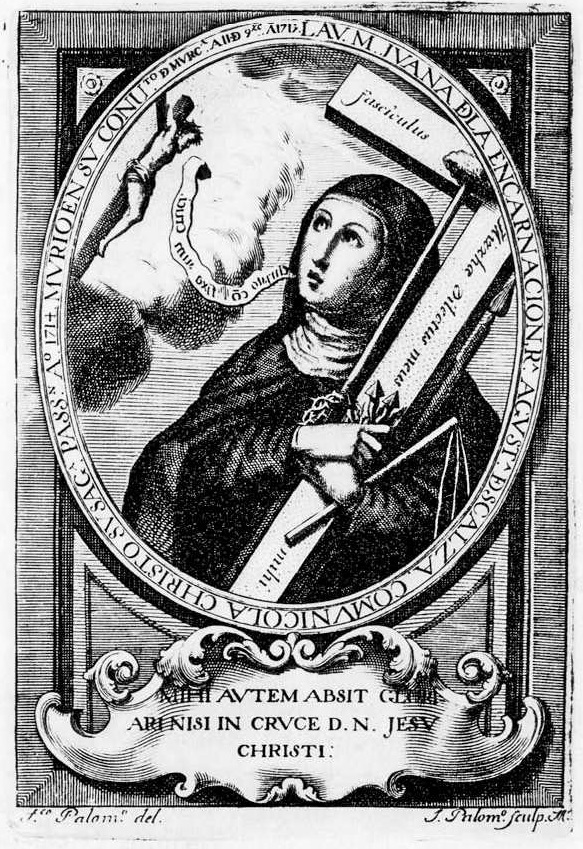
Retrato de Juana de la Encarnación, firmado Fdo. Palomº del. J. Palomº sculp. M.

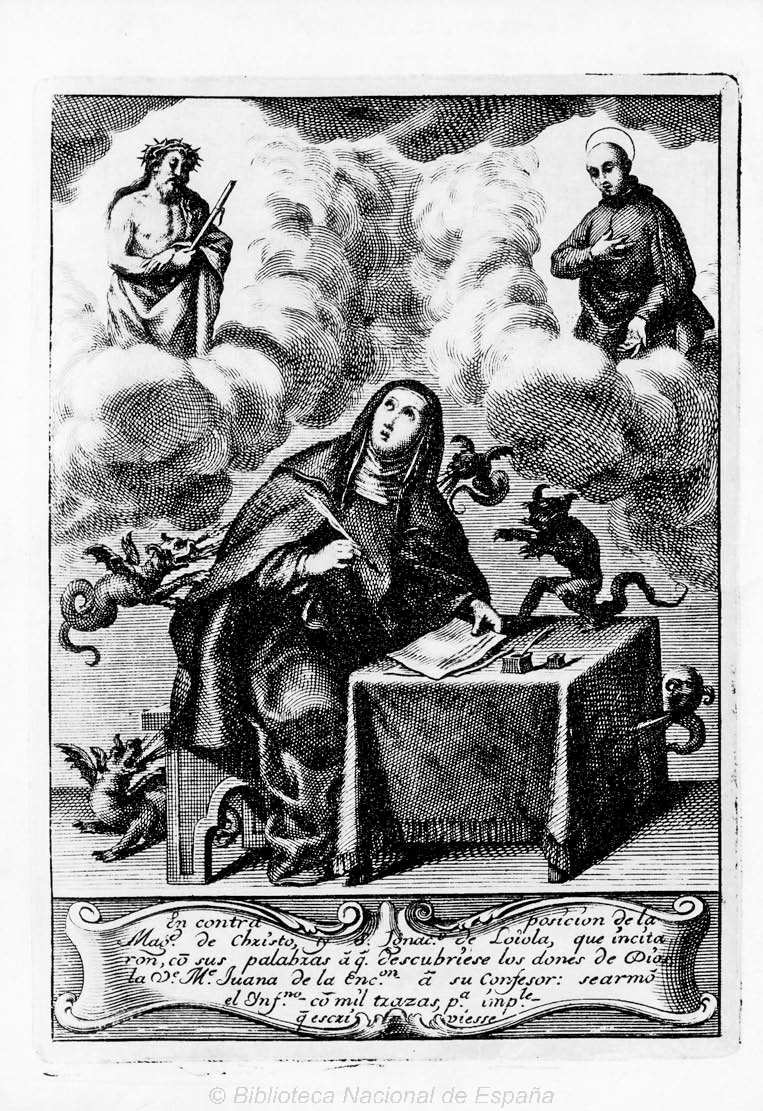
«En contraposición de la Mag^{d} de Christo y S. Ignac^{o} de Loiola que incitaron con sus palabras a que descubriese los dones de Dios la V^{e} M^{e} Juana de la Enc.^{on} a su Confesor: se armó el Inf^{no} con mil trazas p^{a} imped[ir]^{le} que escriviesse». Passion de Christo comunicada por admirable beneficio a la venerable madre Juana de la Encarnación, Madrid, 1726. Biblioteca Nacional de España.

Juana Tomás Herrera o Juana Montijo [y] de Herrera, que tomó el nombre de Juana de la Encarnación (Murcia, 1672-1715) fue una religiosa agustina y escritora mística española.

## Biografía
Su biografía fue escrita por su confesor, el jesuita Luis Ignacio Ceballos, que la publicó en Madrid en 1726 con el título Vida y virtudes, favores del cielo, prodigios y maravillas de la venerable Madre Juana de la Encarnación religiosa augustina descalza, natural de Murcia, en su convento observantissimo de Corpus Christi. El mismo Ceballos se encargó de ordenar y editar las revelaciones recibidas por Juana de la Encarnación en la Semana Santa de 1714 que, como su confesor, le había mandado poner por escrito. Con ellas compuso la Passión de Christo comunicada por admirable beneficio a la Madre Juana de la Encarnación, Religiosa Agustina Descalza, publicada en Madrid en 1720, ilustrada con un retrato calcográfico de la madre abrazada a los instrumentos de la pasión firmado por Juan Bernabé Palomino según dibujo de Fernando Palomino, de quien no hay otra noticia. Otras dos ediciones de la obra salieron antes de terminar el siglo XVIII, la primea de ellas en 1726 ilustrada con ocho estampas dedicadas a las visiones de Juana de la Encarnación debidas probablemente también al buril de Palomino, cuya firma aparece en el primero de los grabados, el que hace de portada calcográfica. Además, el mismo Ceballos realizó una selección adaptada al Triduo Pascual, Dispertador del alma religiosa (Madrid, 1723) y un extracto con las revelaciones de Jueves y Viernes Santo, Relox doloroso... extraído de la passión y muerte de nuestro redentor (Madrid, 1727), del que se hicieron nuevas ediciones en Murcia en 1753 y 1772 con dedicatoria de Antonio Fontes Carrillo.
Fueron sus padres Juan Tomás Montijo e Isabel María de Herrera, según Ceballos ambos de familia noble y rica, encontrándose entre sus ascendientes militares con rango de maestres de campo y, en lo político, regidores, alguaciles mayores y corregidores. Se habían casado en Perú, pero retornaron a la península antes del nacimiento el 17 de febrero de 1672 de la futura monja, a la que bautizaron con el nombre de Juana de la Concepción. Educada conforme a su rango, a los nueve o diez años leía latín y conocía el catecismo. A los doce años ingresó en el convento del Corpus Christi de agustinas descalzas tras una primera visión de Jesús con la cruz a cuestas que le decía: Quiero que seas religiosa y me sigas en mi cruz. Inició el noviciado al cumplir los quince años, el 5 de marzo de 1687, e hizo profesión con el nombre de Juana de la Encarnación el 5 de agosto de 1688. En el convento realizó las tareas de enfermera, sacristana y tornera; rechazó en 1711 el cargo de priora, para el que había sido elegida por unanimidad, y ejerció los últimos cuatro años de su vida como maestra de novicias. Aun antes de ingresar en el convento, con once años, habiendo sido pretendida por un adolescente, había sentido tentaciones, según contaba, que la inclinaban a la vanidad y que se vieron acrecentadas tras los votos conventuales. Provocándola a la lujuria, el demonio le representaba imágenes de mujeres y hombres desnudos en actitudes deshonestas cuando miraba las de Jesús y la Virgen, tentaciones que combatía con rigurosas penitencias y la continua meditación sobre la pasión de Cristo, siempre con discreción, para no llamar la atención de sus hermanas ni faltar a la humildad.
La meditación sobre la pasión y su íntimo deseo de padecer con Cristo alcanzaron su punto culminante en la Semana Santa de 1714, solo un año antes de su muerte. Las visiones y revelaciones que recibió en aquella semana forman la materia sobre la que construyó su relato, escrito por mandato de obediencia y, como es característico del género de escritura biográfica ascético-mística al que pertenece, proclamando su escasa valía como escritora al tiempo que su incapacidad para expresar lo inefable y describir con precisión y con las palabras adecuadas cuanto ha vivido y le ha sido revelado. Con realismo, en algunos momentos descarnado, y agregando algunos detalles y padecimientos nunca antes revelados, Juana de la Encarnación relata en su escrito cada instante de la Pasión de Cristo, al que acompaña espiritualmente desde el Domingo de Ramos hasta el Calvario, sufrimientos que se le comunicarán materialmente y que sentía físicamente en su propio cuerpo, según pudo observar alguna vez descubriéndose cardenales.
Delicada de salud, falleció en el Convento de las Agustinas del Corpus Christi de Murcia, el 11 de noviembre de 1715.